# 卜舍里

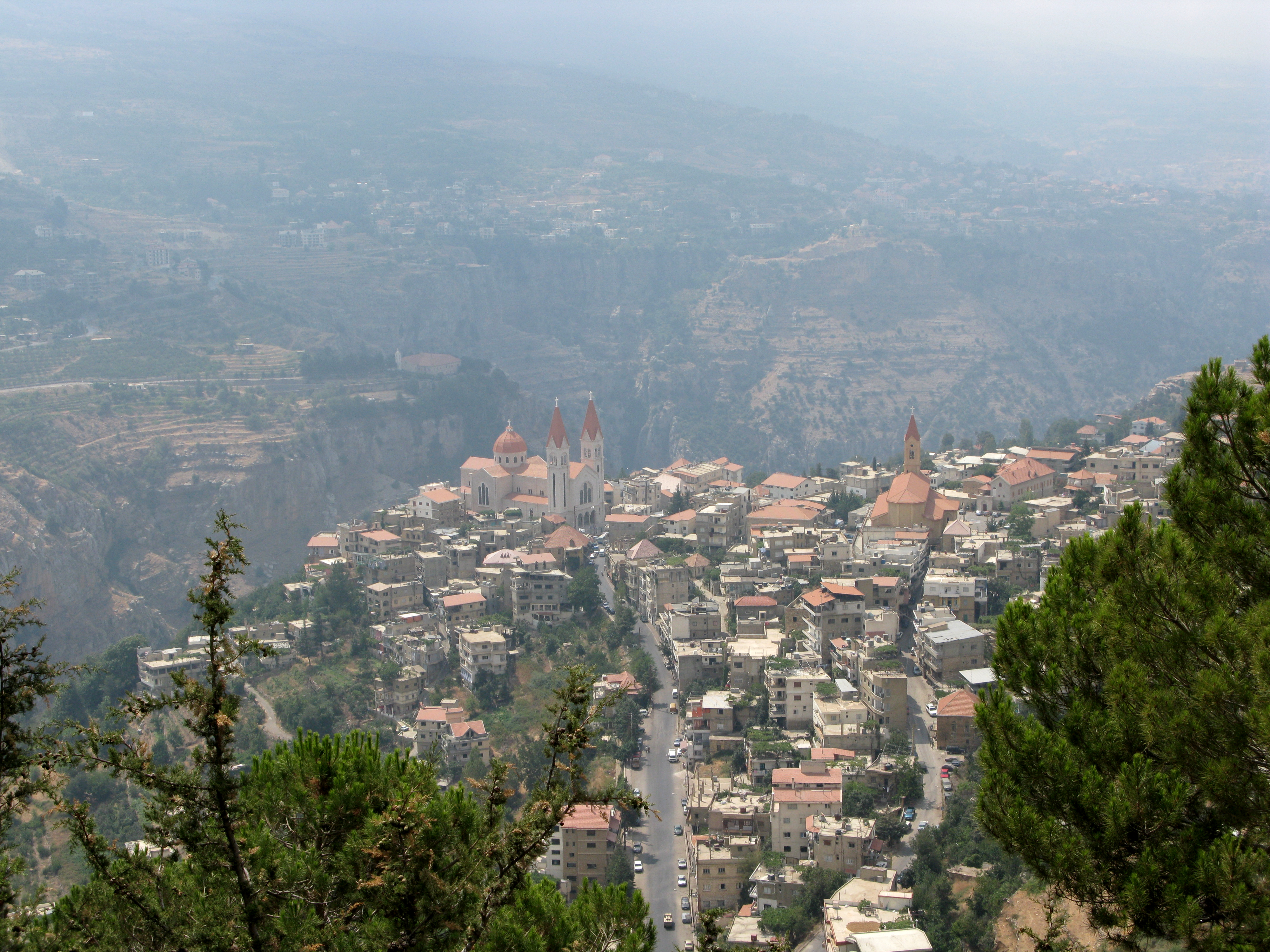
卜舍里

卜舍里（阿拉伯語：بشري），是黎巴嫩的城鎮，位於該國西北部，由北部省負責管轄，是卜舍里縣的首府，面積62平方公里，海拔高度1,550米，2004年人口20,404，人口密度每平方公里329人。
卜舍里是诗人哈利勒·纪伯伦的家乡和安葬地点，建有纪伯伦博物馆。